# Papiro 55
El Papiro 55 (en la numeración Gregory-Aland) designado como {\displaystyle {\mathfrak {P}}}55, es una copia antigua de una parte del Nuevo Testamento en griego. Es un manuscrito en papiro del Evangelio de Juan y contiene la parte de Juan 1:31-33, 35-38. Ha sido asignado paleográficamente a los siglos VI y VII.
El texto griego de este códice es un representante del Tipo textual alejandrino, también conocido neutral o egipcio. Kurt Aland la designó a la Categoría II de los manuscritos del Nuevo Testamento.
Este documento se encuentra en la Biblioteca Nacional de Austria (en alemán, Österreichische Nationalbibliothek o "ÖNB") (Pap. Vindob. G. 26214) en Viena.